# Championnat de Belgique de football de troisième division 2019-2020
Navigation
saison précédente saison suivante
Le Championnat de Belgique de football D3 2019-2020 est la nonante-et-unième édition (quatre-vingt-onzième) du championnat de Championnat belge de 3e « Division ». Mais c'est la quatrième édition de ce niveau sous l'appellation « Division 1 Amateur ».
Cette compétition est de niveau national intégral. Cette appellation curieuse en comparaison des niveaux 4 et 5 de la nouvelle structure pyramidale du football belge à partir de la saison 2016-2017. Ceux-ci sont « nationales mais régionalisés ». Un curieux verbiage venant de la volonté de l'URBSFA de conserver son esprit unitaire et de ne pas, dans les termes, se scinder en « Fédérations régionales » comme d'autres sports ont pu le faire.
La Division 1 Amateur est composée de seize clubs issus de toutes les parties du pays.
Comme toutes les compétitions sportives belges, ce championnat est interrompu par la "crise du Covid-19" et le confinement décrété par le gouvernement fédéral belge à partir du samedi 15 mars 2020. Douze jours plus tard, comprenant le sérieux de la situation, la fédération belge et ses ailes linguistiques statuent sur l'arrêt des épreuves. En dépit de quelques recours rapidement repoussés ou déboutés, l'interruption définitive est confirmée .
À noter aussi qu'à la mi-juin 2020, la fédération belge fait savoir que l'appellation de cette division change pour l'exercice suivant. On parlera désormais de "Nationale 1" ou 1re Division nationale .

## Résumé particulier 2019-2020
En raison de la crise du Covid-19, le championnat est suspendu après 24 des trente journées prévues en phase classique. Une suspension qui est rapidement transformée en arrêt définitif, un choix unanime de la fédération et de ses deux ailes linguistiques (ACFF & VFV).
La KM SK Deinze est décrété champion (et promu, car le cercle flandrien obtient la licence nécessaire). Cette décision fait l'unanimité des quinze autres participants étant donné que le club "Orange et Noir" a dominé la compétition de la tête et des épaules et compte d'ailleurs 20 points d'avance sur son premier poursuivant.
Trois formations sont désignées "descendantes", les trois dernier classés: l'UR La Louvière Centre, l'AFC Tubize et K. VC St-E-Winkel Sport. Mais au fil des jours et des semaines, la situation évolue. La faillite de Lokeren qui disparaît de l'étage supérieur, puis les refus de licence que subissent Roulers et Virton changent les données initiales.
Les trois places devenir libres en Proximus League reviennent au champion Deinze et aux deux formations les mieux classées parmi celles s'étant vu accorder une licence professionnelle: le R. FC Seraing (3e classé) et le RWD Molenbeek (6e|classé}) sont promus. Dans le même temps, en raison du renvoi de Virton en Nationale 2, La Louvière Centre est assuré de se maintenir au 3e étage.

Finalement, les Roulariens longtemps menacés de disparition, faute de finances suffisantes, sont repris vers le 18 juillet 2020 et par la même occasion poursuivent leurs activités en Nationale 1.
Un seul club est relégué: l'AFC Tubize (15e classé) qui n'a pas reçu sa licence pour le 3e niveau. Cette "sanction" permet à K. VC St-E-Winkel Sport (16e classé) de ne pas descendre.

## Critères de composition

### Conditions d'accès
À partir de la saison 2017-2018, des critères technico-administratifs doivent être remplis par les clubs désireux de prendre part à cette division ,:
- Avoir minimum 7 joueurs sous contrat avec le statut "semi-professionnel".
- Disposer d'un stade de minimum 1.500 places (dont minimum 300 assises).
- Disposer d'un terrain aux dimensions de 100-105m de long sur 64-68m de large.
- Disposer d'un éclairage de minimum 300 LUX (dérogation à 200 LUX la première saison)

Dans un autre domaine, les participants de cette division devraient percevoir 50 000 euros par saison provenant des droits télévisés du football professionnel.

## Organisation
Les équipes se rencontrent en matchs aller/retour durant une phase classique (30 matches). Au terme de cette première phase, les quatre premiers classés disputent le "Play-off Amateur" au terme duquel est désigné le champion

### Play Off Amateur
Au terme de la saison régulière de trente matchs, les quatre premiers disputent le «Play-off Amateur». Pour ce faire, ils se rencontrent en matchs /aller retour. Selon le même principe que celui adopté en Jupiler Pro League, le classement du "Play-off" est établi avec chaque formation conservant 50 % des points conquis durant la phase classique (arrondis à l'unité supérieure si nécessaire pour obtenir un nombre entier).
L'équipe championne est officiellement sacrée championne de Belgique Amateur.

### Promotion en D1B
S'il est en possession de la licence nécessaire, le champion de D1 Amateur est promu en Division 1B la saison suivante.

### Relégation en D2 Amateur
Les trois derniers classés au terme de la phase classique sont relégués en Division 2 Amateur la saison suivante. Le club qui termine à la 13e place est dit "barragiste", et doit assurer son maintien lors du tour final avec des formations de D2 Amateur.

### Cas particuliers
Le principe de relégation directe et de désignation du "barragiste" peuvent subir des adaptions si un ou plusieurs clubs ne répondent plus aux conditions d'accès à la D1 Amateur. Dans ce cas, le ou les cercles concernés seraient placés aux places de relégables directs .

## Fusion
Au terme de la saison précédente, le Royal Châtelet-Farciennes Sporting Club porteur du matricule 725 fusionne avec le Royal Olympic Club de Charleroi (matricule 246). L'entité formée choisit de conserver le matricule 246 et de prendre l'appellation de (Royal) Olympic de Charleroi Châtelet-Farciennes. Par facilité, la dénomination officielle employée par le club est (Royal) Olympic de Charleroi CF.
En raison du changement d'appellation et conformément au règlement de la Fédération, le vocable «Royal» ne reviendra officiellement dans l'appellation – sans les parenthèses ci-dessus – qu'une fois les démarches abouties auprès de la «Maison du Roi».
Particularité à la suite de cette fusion, le matricule 246 passe donc en D1 Amateur alors qu'il a terminé sportivement relégué vers la D3 Amateur. Lors de cette saison 2019-2020, le «246» dispute sa 90e saison en série nationales, la 37e au troisième niveau.
En vue de la saison suivante, le club "laisse tomber" les termes Châtelet et Farciennes pour (re-)devenir le (Royal) Olympic Club de Charleroi !

## Clubs participants 2019-2020
À partir de la saison 2016-2017, par le biais de la colonne "Total Niv. 3", le tableau des participants rappelle le nombre de saisons jouées au 3e niveau de la hiérarchie belge.
| #  | Nom                                             | Mat. | Ville           | Stades                  | En D1-Am depuis | Total en D1-Am | Total Niv 3 | S. Précédente              |
| -- | ----------------------------------------------- | ---- | --------------- | ----------------------- | --------------- | -------------- | ----------- | -------------------------- |
| 1  | Association Football Clubs Tubize               | 5632 | Tubize          | Edmond Leburton         | 2019-2020 (1re) | 1 saison       | 6 saisons   | 8e Division 1B             |
| 2  | Royal Football Club de Liège                    | 4    | Rocourt         | rue de la Tonne         | 2018-2019 (2e)  | 2 saisons      | 14 saisons  | 6e                         |
| 3  | Royal Football Club Seraing                     | 167  | Seraing         | Pairay                  | 2016-2017 (4e)  | 4 saisons      | 35 saisons  | 7e                         |
| 4  | Olympic de Charleroi Châtelet Farciennes        | 246  | Montignies s/S. | de La Neuville          | 2019-2020 (1re) | 1 saison       | 37 saisons  | 15e Div 2 ACFF             |
| 5  | Koninklijke Football Club Dessel Sport          | 606  | Dessel          | Armand Melis            | 2016-2017 (4e)  | 4 saisons      | 25 saisons  | 12e                        |
| 6  | Koninklijke Maatschappijk Sport Kring Deinze    | 818  | Deinze          | Burg. Van De Wiele      | 2016-2017 (4e)  | 4 saisons      | 12 saisons  | 3e                         |
| 7  | Koninklijke Rupel Boom Football Club            | 2138 | Boom            | Gemeentelijk Park       | 2018-2019 (2e)  | 2 saisons      | 16 saisons  | 5e                         |
| 8  | Koninklijke Sportkring Heist                    | 2948 | Heist o/d Berg  | Gemeentelijk            | 2016-2017 (4e)  | 4 saisons      | 12 saisons  | 10e                        |
| 9  | Kon. Voetbal Vereniging THES Sport Tessenderlo  | 3671 | Tessenderlo     | THES Sport              | 2018-2019 (2e)  | 2 saisons      | 2 saisons   | 2e                         |
| 10 | Football Club Verbroedering Dender Eend. Hekel. | 3900 | Denderleeuw     | Van Roy                 | 2016-2017 (4e)  | 4 saisons      | 15 saisons  | 9e                         |
| 11 | Lierse Kempenzonen                              | 3970 | Lierre          | Herman Vanderpoorten    | 2016-2017 (4e)  | 4 saisons      | 7 saisons   | 4e                         |
| 12 | Racing White Daring Molenbeek                   | 5479 | Molenbeek       | E. Machtens             | 2018-2019 (2e)  | 2 saisons      | 22 saisons  | 8e                         |
| 13 | Union Royale La Louvière Centre                 | 213  | La Louvière     | du Tivoli               | 2019-2020 (1re) | 1 saison       | 17 saisons  | 1er Div 2 ACFF             |
| 14 | Patro Eisden Maasmechelen                       | 3434 | Maasmechelen    | Patro                   | 2019-2020 (1re) | 3 saisons      | 24 saisons  | 1er Div 2 VFV série B      |
| 15 | Kon. Voetbalclub Sint-Eloois-Winkel Sport       | 4408 | St-E-Winkel     | St-Eloois-Winkelstadion | 2019-2020 (1er) | 1 saison       | 3 saisons   | 1er Div 2 VFV série A      |
| 16 | Union Royale Sportive Lixhe Visé                | 1352 | Visé            | de la Cité de l'Oie     | 2019-2020 (1er) | 1 saison       | 1 saison    | 2e Div 2 ACFF + Tour final |

### Localisation des clubs participants
| \| St-E-Winkel Deinze Dender Boom Dessel Heist Lierse K. Tubize RWDM URLLC Tessenderlo P. Eisden Visé Seraing Liège Olympic CF \| Localisation des clubs engagés en Division 1 Amateur 2019-2020 |
| St-E-Winkel Deinze Dender Boom Dessel Heist Lierse K. Tubize RWDM URLLC Tessenderlo P. Eisden Visé Seraing Liège Olympic CF                                                                      |

### Villes et stades
| AFC Tubize                              | Rupel Boom                          | RFC Liège                                    | RFC Seraing                                |
| --------------------------------------- | ----------------------------------- | -------------------------------------------- | ------------------------------------------ |
| Stade Leburton Capacité : 9 005         | Gemeentelijk Park Capacité : 9 470  | Stade de Rocourt Capacité : 8 000            | Stade du Pairay Capacité : 8 207           |
|                                         |                                     |                                              |                                            |
| Olympic Charleroi                       | KFC Dessel Sport                    | KMSK Deinze                                  | KSK Heist                                  |
| Stade de la Neuville Capacité : 8 900   | Stade Armand-Melis Capacité : 4 284 | Burg. Van de Wielstadion Capacité : 7 515    | Gemeentelijk Stadion Capacité : 4 824      |
|                                         |                                     |                                              |                                            |
| KVV Thes Sport Tessenderlo              | FCV Dender EH                       | Lierse Kempenzonen                           | RWD Molenbeek                              |
| Gemeentelijk Sportpark Capacité : 4 000 | Stade Van Roy Capacité : 6 430      | Stade Herman-Vanderpoorten Capacité : 14 538 | Stade Edmond Machtens Capacité : 12 266    |
|                                         |                                     |                                              |                                            |
| UR La Louvière Centre                   | Patro Eisden Maasmechelen           | KVC Sint-Eloois-Winkel Sport                 | URSL Visé                                  |
| Stade du Tivoli Capacité : 12 500       | Stade du Patro Capacité : 5 500     | Sportpark Terschueren Capacité : 4 000       | Stade de la Cité de l'Oie Capacité : 5 226 |
|                                         |                                     |                                              |                                            |

## Classement 2019-2020

### Légende
|                 | Clubs qualifiés pour disputer le "Play-off Amateur".            |
|                 | club devant participer au "Tour final de D1 Amateur".           |
|                 | clubs relégués vers la Division 2 Amateur.                      |
| en diminution   | Club relégué de Division 1B depuis la saison précédente.        |
| en augmentation | Clubs promus de Division 2 Amateur depuis la saison précédente. |

### Classement final D1 Amateur
- Champion d'automne: KMSK Deinze

| Rang | Équipe                       | Pts | J  | G  | N  | P  | Bp | Bc | Diff |
| ---- | ---------------------------- | --- | -- | -- | -- | -- | -- | -- | ---- |
| 1    | KM SK Deinze                 | 62  | 24 | 20 | 2  | 2  | 52 | 16 | +36  |
| 2    | K. VV Thes Sport Tessenderlo | 42  | 24 | 12 | 6  | 6  | 32 | 23 | +9   |
| 3    | R.FC Seraing                 | 40  | 24 | 11 | 7  | 6  | 43 | 29 | +14  |
| 4    | K. SK Heist                  | 38  | 24 | 11 | 5  | 8  | 28 | 23 | +5   |
| 5    | K. Patro Eisden Maasmechelen | 36  | 24 | 10 | 6  | 8  | 25 | 23 | +2   |
| 6    | RWD Molenbeek                | 34  | 24 | 9  | 7  | 8  | 26 | 25 | +1   |
| 7    | FC Verbroedering Dender EH   | 31  | 24 | 8  | 7  | 9  | 36 | 34 | +2   |
| 8    | K. FC Dessel Sport           | 31  | 24 | 8  | 7  | 9  | 29 | 29 | 0    |
| 9    | K. Rupel Boom FC             | 31  | 24 | 7  | 10 | 7  | 35 | 32 | +3   |
| 10   | Olympic de Charleroi CF      | 30  | 24 | 8  | 6  | 10 | 29 | 33 | -4   |
| 11   | URSL Visé                    | 30  | 24 | 7  | 9  | 8  | 32 | 36 | -4   |
| 12   | R. FC de Liège               | 30  | 24 | 7  | 9  | 8  | 32 | 38 | -6   |
| 13   | Lierse Kempenzonen           | 26  | 24 | 7  | 5  | 12 | 27 | 30 | -3   |
| 14   | UR La Louvière Centre        | 26  | 24 | 6  | 8  | 10 | 36 | 49 | -13  |
| 15   | AFC Tubize                   | 23  | 24 | 6  | 5  | 13 | 19 | 40 | -21  |
| 16   | K. VC St-Eloois-Winkel Sport | 13  | 24 | 2  | 7  | 15 | 21 | 42 | -21  |

#### Tableau des rencontres
| Résultats (▼dom., ►ext.)                                   | BOO | CHA | DEI | DDR | DSP | PAT | HEI | FCL | KEM | URL | RWD | SER | SEW | TES | TUB | VIS |
| K. Rupel Boom FC                                           |     | 2-0 | 0-2 | 1-1 | 0-0 | 1-0 | 0-1 | -   | 2-2 | -   | 0-0 | 2-0 | -   | 0-0 | 5-0 | 1-1 |
| Olympic Charleroi CF                                       | 1-0 |     | 1-1 | -   | 2-1 | 4-1 | 2-3 | 3-4 | 1-1 | 1-1 | 0-0 | -   | -   | 0-1 | 3-0 | 1-0 |
| KM SK Deinze                                               | -   | -   |     | 2-0 | 0-0 | 3-0 | 3-2 | -   | 1-0 | 3-1 | 5-0 | 2-1 | 3-2 | 2-0 | 1-0 | 4-1 |
| FC Verbr. Dender EH                                        | 2-2 | 2-1 | 1-3 |     | 1-0 | 0-0 | -   | 1-1 | 2-2 | 1-2 | 0-1 | 0-1 | -   | 2-2 | 3-0 | -   |
| K. FC Dessel Sport                                         | 4-0 | 2-1 | 0-4 | -   |     | 0-1 | 1-1 | -   | 2-1 | 5-2 | -   | 1-1 | -   | 0-2 | 1-0 | 2-0 |
| Patro Eisden Maasm.                                        | -   | 2-0 | 0-1 | -   | -   |     | 0-1 | 2-1 | 1-0 | 1-1 | 2-0 | 1-1 | 2-1 | 1-0 | 3-0 | 3-1 |
| K. SK Heist                                                | 1-0 | 4-0 | 0-3 | 0-2 | -   | 0-0 |     | -   | 0-2 | 1-1 | 0-0 | -   | 1-0 | 0-1 | 1-1 | 1-0 |
| R. FC de Liège                                             | 2-3 | 1-1 | 1-3 | 4-2 | 0-0 | 3-1 | 0-3 |     | 0-0 | 2-1 | 1-0 | 1-1 | 2-1 | -   | -   | -   |
| Lierse Kempenzonen                                         | -   | -   | 2-0 | 1-2 | -   | 0-1 | 0-1 | 1-1 |     | 2-1 | 0-1 | 1-3 | 2-0 | 1-0 | 2-0 | 1-2 |
| UR La Louvière Centre                                      | 3-3 | -   | 1-2 | 0-4 | 3-6 | 0-0 | -   | 3-2 | 2-1 |     | -   | 1-1 | 1-1 | 2-1 | 1-2 | 4-0 |
| RWD Molenbeek                                              | 3-3 | 2-1 | 1-2 | 0-2 | 1-0 | 2-1 | 2-0 | 2-2 | -   | 0-1 |     | -   | 3-1 | -   | 0-1 | 2-2 |
| R. FC Seraing                                              | 4-1 | 1-2 | 1-0 | 1-1 | 3-0 | -   | 2-1 | 1-2 | 5-3 | 5-2 | 0-1 |     | 1-1 | 1-3 | -   | -   |
| K. VC St-Eloois-Winkel Sp                                  | 1-5 | 0-1 | 1-2 | 4-1 | 2-1 | 1-1 | 1-3 | 0-0 | 0-2 | -   | 1-2 | 0-4 |     | -   | -   | 1-1 |
| K. VV THES Sport Tessend.                                  | 1-0 | 3-1 | -   | 0-3 | 1-1 | 2-1 | -   | 1-1 | 2-0 | -   | 2-1 | 0-1 | 2-1 |     | 2-0 | 2-2 |
| AFC Tubize                                                 | 2-2 | 1-2 | -   | 3-2 | 2-0 | -   | 0-2 | 1-0 | -   | 1-1 | 2-1 | 1-2 | 0-0 | 0-2 |     | 1-1 |
| URSL Visé                                                  | 1-2 | 0-0 | -   | 3-1 | 0-1 | -   | 2-1 | 2-1 | -   | 4-1 | 1-1 | 2-2 | 1-0 | 2-2 | 3-1 |     |
| - Victoire à domicile - Match nul - Victoire à l'extérieur |     |     |     |     |     |     |     |     |     |     |     |     |     |     |     |     |

#### Résumé phase classique
Rappel: le championnat de D1 Amateur n'est pas soumis au principe de "périodes" comme ses niveaux inférieurs.

### Licences 2019-2020
En avril 2020, la "Commission des Licences" de l'URBSFA a rendu ses premières décisions concernant l'octroi des licences nécessaires en vue de la saison suivante. 

#### Montée en D1B
- KM SK Deinze (champion)

#### Repêchages pour la montée
En raison des problèmes de licences rencontrés par des clubs situés plus haut dans la hiérarchie, deux places se libèrent en D1B. C'est le K. SV Roeselare et le R. Excelsior Virton qui ne reçoivent pas le précieux sésame et sont relégués de l'antichambre de l'(élite:
- RWD Molenbeek (en tant que repêché, remplacement Virton et Lokeren)
- R. FC Seraing (en tant que repêché, remplacement Virton et Lokeren)
- (K.) Lierse Kempenzonen (en tant que repêché le 31 juillet 2020, « Dossier Waasland-Beveren », ce club est maintenu en D1A avec l'aide du tribunal de Termonde. La Pro League décide alors de faire monter les deux finalistes de D1B) [11]

## Play-off Amateur
En raison de la situation exceptionnelle et l'arrêt de toutes compétitions, le tour final n'est évidemment pas disputé. Leader autoritaire, le KM SK Deinze est déclaré champion et promu.

## Tour final D1 Amateur
Pas plus que le "Play-off de D1", le "Tour final de D1" devant désigner un maintien ou un montant supplémentaire n'est pas joué.

## Résumé de la saison
- Champion: KM SK Deinze 1re titre en Division 1 Amateur - 2e titre au 3e niveau

Trente-et-unième titre de D1 Amateur - au 3e niveau - pour la province de flandre orientale
| Région flamande (9)              | Région flamande (9) | Région wallonne (7)               | Région wallonne (7) |
| -------------------------------- | ------------------- | --------------------------------- | ------------------- |
| Province d'Anvers                | 4                   | Province de Hainaut               | 2                   |
| Province de Flandre-Occidentale  | 1                   | Province de Liège                 | 3                   |
| Province de Flandre-Orientale    | 2                   | Province de Luxembourg            | 0                   |
| Province de Limbourg             | 2                   | Province de Namur                 | 0                   |
| Province du Brabant flamand      | 0                   | Province du Brabant wallon        | 1                   |
| Région de Bruxelles-Capitale VFV | 0                   | Région de Bruxelles-Capitale ACFF | 1                   |

À partir de la saison 2017-2018, le Brabant est également scindé en ailes linguistiques. Les cercles de la Région de Bruxelles-Capitale doivent choisir leur appartenance entre VFV et ACFF. La grande majorité opte pour l'ACFF..

### Montée en "D1B"
- KM SK Deinze
- R. FC Seraing
- RWD Molenbeek
- (K.) Lierse Kempenzonen

### Relégations en D2 Amateur
Seuls deux cercles sont relégués vers le 4e étage. Les soucis de licences connu par l'Excelsior Virton (renvoyé directement D1B en D2 Amateur !) évite à un troisième cercle de faire la culbute. C'est La Louvière Centre qui est ainsi épargné.

#### VFV
- K. VC Sint-Eloois-Winkel Sport

#### ACFF
- AFC Tubize

## Débuts au3eniveauhiérarchique
Lors de cette saison 2019-2020, un club fait ses débuts au 3e niveau de la hiérarchie du football belge, portant à 312 le nombre de cercles différents ayant atteint ce niveau.
- URS Lixhe-Visé, 28e club liégeois différent.

### Première saison en D1 Amateur
Quatre clubs ayant déjà joué au 3e niveau, évoluent pour la première fois en "D1 Amateur":
- UR La Louvière Centre (213) 1re saison en D1 amateur.
- Olympic de Charleroi CF (246) 1re saison en D1 amateur.
- K. VC St-Eloois-Winkel Sp. (4408) 1re saison en D1 amateur.
- AFC Tubize (5632) 1re saison en D1 amateur.